# I liga chilijska w piłce nożnej (2010)
I liga chilijska w piłce nożnej (2010)
Mistrzem Chile został klub CD Universidad Católica, natomiast wicemistrzem Chile  - CSD Colo-Colo.
Do Copa Libertadores w roku 2011 zakwalifikowały się następujące kluby:
- CD Universidad Católica - mistrz Chile
- CSD Colo-Colo - wicemistrz Chile
- Unión Española - zwycięstwo w turnieju Liguilla Pre-Libertadores

Do Copa Sudamericana w roku 2010 zakwalifikowały się następujące kluby:
- CSD Colo-Colo - najlepszy w połowie sezonu
- Club Universidad de Chile - wygrana w barażu z finalistą Copa Chile

Kluby, które spadły do II ligi:
- Everton Viña del Mar - przedostatni w tabeli końcowej
- San Luis Quillota - ostatni w tabeli końcowej

Na miejsce spadkowiczów awansowały z drugiej ligi następujące kluby:
- Deportes Iquique - mistrz drugiej ligi
- Unión La Calera - wicemistrz drugiej ligi

## Primera División de Chile 2010

### Kolejka 1
| Data             | Mecz |
| ---------------- | --- |
| 23 stycznia 2010 | Unión San Felipe - CSD Colo-Colo 3:2 Eros Roque Pérez 23, Gastón Leva 51k, Juan Estay 76 - Ezequiel Miralles 20, Esteban Efraín Paredes 62 |
| 23 stycznia 2010 | Everton Viña del Mar - Unión Española 0:1 Fernando Cordero 1 |
| 24 stycznia 2010 | Club Universidad de Chile - CD Cobresal 5:1 Mauricio Bernardo Victorino 26, Juan Manuel Olivera 51, 63, Walter Damián Montillo 59, Eduardo Jesús Vargas 89 - Jean Paul Pineda 43 mecz rozegrany został w Coquimbo                                                      |
| 24 stycznia 2010 | Santiago Morning - La Serena 2:3 Sergio Comba 77k, 81 - Gonzalo Rovira 41, Manuel Neira 59, Carlos Tapia 72 mecz rozegrany został na stadionie klubu CSD Colo-Colo |
| 24 stycznia 2010 | Cobreloa - Santiago Wanderers 2:1 Johan Patricio Fuentes 15, Marco Antonio Lazaga 90+2 - Carlos Andrés Muñoz 32 |
| 24 stycznia 2010 | CD Huachipato - San Luis Quillota 2:1 Daúd Jared Gazale 40, Manuel Arturo Villalobos 42 - Joel Antonio Soto 70 |
| 24 stycznia 2010 | CD Palestino - Universidad Concepción 1:1 Rodrigo Fabián Riquelme 36 - Francisco Arrué 90 |
| 25 stycznia 2010 | Audax Italiano - CD Ñublense 5:6 Sebastián Pinto 2, Mauro Andrés Olivi 31, 71k, Marco Medel 48, Carlos Alberto Garrido 90+2 - Gabriel Nicolás Rodríguez 13, 22, Sebastián Marcelo Malandra 25, Pablo Ignacio González 58, José Luis Muñoz 90, Luis Patricio Núñez 90+1 |
| 17 lutego 2010   | CD O’Higgins - CD Universidad Católica 1:0 Enzo Hernán Gutiérrez 70 |

### Kolejka 2
| Data             | Mecz |
| ---------------- | --- |
| 29 stycznia 2010 | Universidad Concepción - Unión San Felipe 0:1 Víctor Damián Meza 69                                                                              |
| 29 stycznia 2010 | Santiago Wanderers - CD Huachipato 0:0 mecz rozegrano przy pustych trybunach                                                                     |
| 30 stycznia 2010 | La Serena - Club Universidad de Chile 2:4 Patricio Rubina 23, Roberto Carlos Jiménez 87 - Juan Manuel Olivera 2, 53k, 65, Marco Andrés Estrada 5 |
| 30 stycznia 2010 | CD Ñublense - Everton Viña del Mar 0:2 César Cortés 7, 83 mecz rozegrano przy pustych trybunach                                                  |
| 30 stycznia 2010 | CD Universidad Católica - CD Palestino 2:1 Rodrigo Alejandro Toloza 5, Milovan Mirosevic 89 - Rodrigo Fabián Riquelme 45                         |
| 30 stycznia 2010 | CD Cobresal - Santiago Morning 3:0 Ernesto Galván 62, Hans Francisco Salinas 90, Juan Andrés Silva 90+1                                          |
| 30 stycznia 2010 | San Luis Quillota - CD O’Higgins 1:2 Alexis Flores 6 - Kevin Andrew Harbottle 25, Mauricio Fernando Aros 90+1k mecz rozegrany został w Limache   |
| 31 stycznia 2010 | CSD Colo-Colo - Cobreloa 3:1 Cristián Felipe Olguín 21s, Esteban Efraín Paredes 55, Macnelly Torres 70 - Marco Antonio Lazaga 67                 |
| 31 stycznia 2010 | Unión Española - Audax Italiano 2:2 Fernando Cordero 3, 41 - Cristián Eduardo Reynero 52, Cristián Eduardo Canío 61                              |

### Kolejka 3
| Data          | Mecz |
| ------------- | --- |
| 2 lutego 2010 | La Serena - San Luis Quillota 1:3 Manuel Neira 33 - Joel Antonio Soto 14, Alexis Flores 90k, Gerson Sebastián Martínez 90+2                   |
| 2 lutego 2010 | CD Universidad Católica - Santiago Morning 4:0 Damián Rodrigo Díaz 23, Juan José Morales 50, Milovan Mirosevic 59k, Francisco Andrés Silva 80 |
| 2 lutego 2010 | CD O’Higgins - Universidad Concepción 1:2 Jaime Andrés Grondona 43 - Felipe Andrés Muñoz 21, Otelo Ocampos 57                                 |
| 3 lutego 2010 | Everton Viña del Mar - Club Universidad de Chile 2:1 Mauro Guevgeozian 24, José Daniel González 58 - Marco Andrés Estrada 34                  |
| 3 lutego 2010 | Cobreloa - CD Cobresal 2:1 Aníbal Domeneghini 12, Felipe Salinas 71 - Jean Paul Pineda 87                                                     |
| 3 lutego 2010 | Unión San Felipe - Audax Italiano 1:2 Fernando Antonio Saavedra 6 - Boris Rieloff 44, Cristián Eduardo Reynero 79                             |
| 3 lutego 2010 | CD Palestino - Unión Española 0:0 |
| 3 lutego 2010 | CD Huachipato - CD Ñublense 1:1 Manuel Arturo Villalobos 85 - Luis Flores Abarca 45                                                           |
| 4 lutego 2010 | CSD Colo-Colo - Santiago Wanderers 3:0 Ezequiel Miralles 45+1, 82, 87                                                                         |

### Kolejka 4
| Data          | Mecz |
| ------------- | --- |
| 5 lutego 2010 | San Luis Quillota - CD Universidad Católica 1:1 Mario Pierani 79 - David Andrés Henríquez 3 mecz rozegrany został w Viña del Mar                          |
| 6 lutego 2010 | Universidad Concepción - Everton Viña del Mar 2:1 Juan Cabral 36, Otelo Ocampos 39 - Mauro Guevgeozian 24                                                 |
| 6 lutego 2010 | Club Universidad de Chile - CD Huachipato 3:0 Mauricio Bernardo Victorino 22, Juan Manuel Olivera 57, Edson Raúl Puch 60 mecz rozegrany został w Coquimbo |
| 7 lutego 2010 | Unión Española - CSD Colo-Colo 1:0 Martín Ligüera 26 |
| 7 lutego 2010 | Audax Italiano - Cobreloa 3:1 Roberval 38, Cristián Eduardo Canío 75, 90 - Aníbal Domeneghini 90+4k                                                       |
| 7 lutego 2010 | Santiago Wanderers - La Serena 5:0 Alejandro Damián da Silva 17, 26, 53, Sebastián Andrés Ubilla 45, Carlos Andrés Muñoz 75k                              |
| 7 lutego 2010 | Santiago Morning - Unión San Felipe 1:0 Sergio Comba 9 mecz rozegrany został w Melipilla                                                                  |
| 7 lutego 2010 | CD Ñublense - CD Palestino 1:0 Gabriel Nicolás Rodríguez 39                                                                                               |
| 7 lutego 2010 | CD Cobresal - CD O’Higgins 1:2 Javier León 87 - Francisco Javier Ibáñez 55, Kevin Andrew Harbottle 80                                                     |

### Kolejka 5
| Data           | Mecz |
| -------------- | --- |
| 12 lutego 2010 | CSD Colo-Colo - CD Ñublense 2:2 Matías Leonel Quiroga 54, Cristián Venancio Bogado 83 - Pablo Ignacio González 41k, Renato Ramos 75                                                                       |
| 13 lutego 2010 | Santiago Wanderers - Club Universidad de Chile 3:3 Carlos Andrés Muñoz 13, Alejandro Damián da Silva 78, Moisés Villarroel 82 - Álvaro Fernández 40, Juan Manuel Olivera 55k, Gabriel Alejandro Vargas 70 |
| 13 lutego 2010 | La Serena - Unión San Felipe 3:1 Roberto Carlos Jiménez 36, Gonzalo Rovira 49, Manuel Neira 90+2 - David Andrés Distéfano 7                                                                               |
| 13 lutego 2010 | Santiago Morning - CD Palestino 2:1 Sergio Comba 25k, 50 - Nicolás Sebastián Canales 67k mecz rozegrany został w Melipilla                                                                                |
| 14 lutego 2010 | CD Universidad Católica - CD Cobresal 0:2 Álvaro Gabriel Pintos 16, Hans Francisco Salinas 90+4 |
| 14 lutego 2010 | San Luis Quillota - Everton Viña del Mar 0:2 Sebastián Montecinos 19, César Cortés 87 mecz rozegrany został w Valparaíso                                                                                  |
| 14 lutego 2010 | CD O’Higgins - Audax Italiano 5:1 Lucas Ramón Ojeda 13, Kevin Andrew Harbottle 23, 25, 56, Luis Casanova 78 - Cristián Eduardo Canío 33                                                                   |
| 14 lutego 2010 | CD Huachipato - Unión Española 1:2 Manuel Arturo Villalobos 74 - Alexander Jesús Medina 44, Martín Ligüera 61                                                                                             |
| 14 lutego 2010 | Cobreloa - Universidad Concepción 1:1 Marco Antonio Lazaga 33 - Gustavo Rubén Lorenzetti 32 |

### Kolejka 6
| Data           | Mecz |
| -------------- | --- |
| 19 lutego 2010 | Everton Viña del Mar - CD Huachipato 0:1 Gabriel Sandoval 90+1                                                                                      |
| 20 lutego 2010 | Unión Española - CD Universidad Católica 2:1 Fernando Cordero 25, Roberto Daniel Ordenes 90+1 - Pablo Andrés Vranjicán 88                           |
| 20 lutego 2010 | Audax Italiano - CSD Colo-Colo 2:3 Cristián Eduardo Canío 27, Oliver Adrián Toledo 47 - Ezequiel Miralles 59, 80, Carlos Alberto Garrido 84s        |
| 20 lutego 2010 | Universidad Concepción - San Luis Quillota 1:1 Gustavo Rubén Lorenzetti 21 - Gerson Sebastián Martínez 80 mecz rozegrany został w Yumbel            |
| 21 lutego 2010 | CD Palestino - Cobreloa 1:0 Miguel Escalona 90+2 |
| 21 lutego 2010 | CD Ñublense - La Serena 3:1 Luis Flores Abarca 10, Renato Ramos 14, Gabriel Nicolás Rodríguez 87 - Roberto Carlos Jiménez 55                        |
| 21 lutego 2010 | CD Cobresal - Santiago Wanderers 1:0 Jean Paul Pineda 46                                                                                            |
| 21 lutego 2010 | Club Universidad de Chile - Santiago Morning 2:1 Gabriel Alejandro Vargas 24k, Diego Rivarola 65 - Sergio Comba 60 mecz rozegrany został w Coquimbo |
| 21 lutego 2010 | Unión San Felipe - CD O’Higgins 2:0 Víctor Damián Meza 11, 53                                                                                       |

### Kolejka 7
| Data            | Mecz |
| --------------- | --- |
| 13 marca 2010   | San Luis Quillota - CD Ñublense 3:3 Joel Antonio Soto 14, 90+2, Mario Pierani 68k - Luis Flores Abarca 33, 37, José Luis Muñoz 76 mecz rozegrany został w Limache                                       |
| 14 marca 2010   | Cobreloa - Unión San Felipe 0:0 |
| 14 marca 2010   | La Serena - Audax Italiano 1:2 Manuel Neira 51 - Cristián Eduardo Canío 10, Mauro Andrés Olivi 18 mecz został przerwany w 53 minucie - dokończony 15 marca                                              |
| 14 marca 2010   | Santiago Morning - Unión Española 1:1 Renzo Yáñez 62 - Raúl Enrique Estévez 42 mecz rozegrany został w Melipilla                                                                                        |
| 14 marca 2010   | Santiago Wanderers - CD Palestino 2:0 Pablo López 22, Sebastián Andrés Ubilla 90+2 |
| 15 marca 2010   | La Serena - Audax Italiano 1:3 Manuel Neira 51 - Cristián Eduardo Canío 10, Mauro Andrés Olivi 18, 70k dokończenie pozostałych 37 minut meczu przerwanego 14 marca                                      |
| 6 kwietnia 2010 | CD Huachipato - CD Cobresal 4:3 Nelson Arnaldo Rebolledo 23, Manuel Arturo Villalobos 32k, Edgardo Abdala 45, Matías Alejandro García 63 - Román Cuello 50, Jean Paul Pineda 61, Esteban Andrés Sáez 80 |
| 14 lipca 2010   | CD O’Higgins - Club Universidad de Chile 3:3 Gonzalo Ludueña 34, Luis Casanova 62, Samuel Teuber 88 - José Raúl Contreras 20, Juan Manuel Olivera 74, Diego Rivarola 81                                 |
| 14 lipca 2010   | CSD Colo-Colo - Everton Viña del Mar 2:0 Matías Leonel Quiroga 17, 22 |
| 21 lipca 2010   | CD Universidad Católica - Universidad Concepción 1:0 Claudio Muñoz 86s |

### Kolejka 8
| Data             | Mecz |
| ---------------- | --- |
| 19 marca 2010    | CSD Colo-Colo - La Serena 6:1 Charles Mariano Aránguiz 2, 54, Ezequiel Miralles 5, Esteban Efraín Paredes 10, Roberto Andrés Cereceda 43k, Claudio Fernando Graf 57 - Manuel Neira 18             |
| 20 marca 2010    | Everton Viña del Mar - Santiago Morning 1:1 Sebastián Montesinos 23 - Sergio Comba 53k |
| 20 marca 2010    | CD O’Higgins - Santiago Wanderers 2:2 Enzo Hernán Gutiérrez 37, Kevin Andrew Harbottle 53 - Franco Tomás Quiroga 11, Rubén Darío Gigena 89                                                        |
| 20 marca 2010    | CD Palestino - Club Universidad de Chile 0:1 Gabriel Alejandro Vargas 64 mecz rozegrany został na stadionie klubu CSD Colo-Colo                                                                   |
| 21 marca 2010    | Audax Italiano - CD Universidad Católica 1:3 Mauro Andrés Olivi 12 - Milovan Mirosevic 17, Boris Rieloff 44s, Fernando Andrés Meneses 90+3 mecz rozegrany został na stadionie klubu CSD Colo-Colo |
| 21 marca 2010    | CD Cobresal - San Luis Quillota 4:2 Jean Paul Pineda 23, Álvaro Gabriel Pintos 79, Carlos Soza 86, Román Cuello 90+3k - Leandro Zaroza 26, Alexis Flores 85                                       |
| 14 kwietnia 2010 | Universidad Concepción - Unión Española 3:3 Otelo Ocampos 67, Juan Cabral 81, Gustavo Rubén Lorenzetti 87 - Braulio Antonio Leal 17, Alexander Jesús Medina 37, Nicolás Núñez 82                  |
| 5 maja 2010      | CD Ñublense - Cobreloa 1:1 Luis Flores Abarca 41 - Ever Cantero 5 |
| 12 maja 2010     | Unión San Felipe - CD Huachipato 1:1 Carlos Sebastián Alzamora 71k - Manuel Arturo Villalobos 63                                                                                                  |

### Kolejka 9
| Data          | Mecz |
| ------------- | --- |
| 26 marca 2010 | Club Universidad de Chile - Unión San Felipe 4:2 Edson Raúl Puch 62, Juan Manuel Olivera 71, Diego Rivarola 77, Walter Damián Montillo 84 - Ceferino Denis 11, Víctor Damián Meza 51 mecz rozegrany został w Coquimbo |
| 27 marca 2010 | Santiago Wanderers - CD Universidad Católica 2:4 Rubén Darío Gigena 50, Pablo López 72 - Damián Rodrigo Díaz 44, 80, Juan José Morales 85, Fernando Andrés Meneses 88                                                 |
| 27 marca 2010 | Cobreloa - CD O’Higgins 1:1 Ever Cantero 73 - Mauricio Fernando Aros 52 |
| 27 marca 2010 | Unión Española - CD Ñublense 1:3 Gonzalo Andrés Villagra 45 - Luis Alegría 9, Luis Flores Abarca 40, Renato Ramos 46                                                                                                  |
| 28 marca 2010 | San Luis Quillota - CSD Colo-Colo 0:2 Esteban Efraín Paredes 4, 43 mecz rozegrany został w Valparaiso |
| 28 marca 2010 | La Serena - Everton Viña del Mar 2:1 Juan José Ribera 43, Gonzalo Rovira 76 - Mauro Guevgeozian 80k |
| 28 marca 2010 | CD Cobresal - CD Palestino 2:1 José Luís Cabión 46, Álvaro Gabriel Pintos 90+1 - Nicolás Sebastián Canales 28 |
| 28 marca 2010 | Santiago Morning - Universidad Concepción 2:0 Sergio Comba 75, Michael Ríos 90+3 mecz rozegrany został w Melipilla |
| 10 lipca 2010 | CD Huachipato - Audax Italiano 1:2 Nelson Arnaldo Rebolledo 52 - Sebastián Pinto 34, Christian Martínez 72 |

### Kolejka 10
| Data            | Mecz |
| --------------- | --- |
| 1 kwietnia 2010 | La Serena - CD Huachipato 0:3 Daúd Jared Gazale 26, Gamadiel Adrián García 53, Manuel Arturo Villalobos 60 |
| 3 kwietnia 2010 | CD Universidad Católica - CSD Colo-Colo 0:0 mecz rozegrany został w Coquimbo |
| 3 kwietnia 2010 | Universidad Concepción - CD Cobresal 1:1 Francisco Arrué 35k - Juan Andrés Silva 71 mecz rozegrany został w Yumbel |
| 3 kwietnia 2010 | Audax Italiano - San Luis Quillota 2:2 Boris Rieloff 3, Roberval 72 - Guillermo Pacheco 6, Alves Machado 64 mecz rozegrany został na stadionie Estadio Municipal de La Pintana                                        |
| 3 kwietnia 2010 | Club Universidad de Chile - Unión Española 4:3 Juan Manuel Olivera 17k, 55, 90+1, Edson Raúl Puch 30 - Miguel Ángel Aceval 34k, 61k, Leonardo Esteban Monje 84 mecz rozegrany został na stadionie klubu CSD Colo-Colo |
| 4 kwietnia 2010 | Everton Viña del Mar - Cobreloa 2:1 Francisco Sánchez Silva 53, Sebastián Montesinos 72 - Marco Antonio Lazaga 60 mecz rozegrany został w Valparaíso                                                                  |
| 4 kwietnia 2010 | Unión San Felipe - Santiago Wanderers 1:1 Gastón Leva 84 - Pablo López 70 |
| 4 kwietnia 2010 | CD Ñublense - Santiago Morning 1:1 Gabriel Nicolás Rodríguez 14 - Sandro Berríos 87 |
| 4 kwietnia 2010 | CD Palestino - CD O’Higgins 1:0 Gerardo Elías Cortés 5 |

### Kolejka 11
| Data             | Mecz |
| ---------------- | --- |
| 9 kwietnia 2010  | CD Universidad Católica - CD Ñublense 4:2 David Andrés Henríquez 38, Damián Rodrigo Díaz 52, Milovan Mirosevic 79k, Pablo Andrés Vranjicán 88 - Renato Ramos 25, 68 |
| 10 kwietnia 2010 | Unión Española - La Serena 1:1 Jorge Ampuero 17 - Pablo Bolados 77                                                                                                  |
| 10 kwietnia 2010 | CD O’Higgins - Santiago Morning 1:0 Lucas Ramón Ojeda 10 |
| 11 kwietnia 2010 | San Luis Quillota - Unión San Felipe 0:1 Carlos Sebastián Alzamora 81 mecz rozegrany został w Limache                                                               |
| 11 kwietnia 2010 | Santiago Wanderers - Everton Viña del Mar 2:0 Rodrigo Alejandro Barra 7, Carlos Andrés Muñoz 42                                                                     |
| 11 kwietnia 2010 | CD Cobresal - Audax Italiano 3:1 Jean Paul Pineda 7, Álvaro Gabriel Pintos 70, 82 - Patricio Retamal 72                                                             |
| 11 kwietnia 2010 | CSD Colo-Colo - CD Palestino 3:0 Cristián Venancio Bogado 46, Andrés Scotti 57, Ezequiel Miralles 66                                                                |
| 11 kwietnia 2010 | Universidad Concepción - CD Huachipato 0:2 Manuel Arturo Villalobos 60k, Matías Maximiliano Jara 84                                                                 |
| 10 lipca 2010    | Cobreloa - Club Universidad de Chile 0:2 Gabriel Alejandro Vargas 23, Diego Rivarola 90                                                                             |

### Kolejka 12
| Data             | Mecz |
| ---------------- | --- |
| 16 kwietnia 2010 | Santiago Morning - Cobreloa [at CSD Colo-Colo] 0:0 |
| 17 kwietnia 2010 | La Serena - CD Universidad Católica 1:1 Mauricio Salazar 39 - Milovan Mirosevic 49k |
| 17 kwietnia 2010 | Audax Italiano - Santiago Wanderers 0:4 Rubén Darío Gigena 55, 71, Sebastián Antonio Méndez 80, Franco Tomás Quiroga 90+1 mecz rozegrany został na stadionie Estadio Municipal de La Pintana                                                                            |
| 17 kwietnia 2010 | Club Universidad de Chile - Universidad Concepción 4:2 Juan Manuel Olivera 14, Michael Godoy 22s, Mauricio Bernardo Victorino 70, Matías Nicolás Rodríguez 77 - Francisco Arrué 27, Mauricio Alejandro Gómez 56 mecz rozegrany został na stadionie klubu Unión Española |
| 18 kwietnia 2010 | CD Huachipato - CSD Colo-Colo 1:2 José Pérez Ferrada 52 - Cristián Venancio Bogado 57, Macnelly Torres 63 |
| 18 kwietnia 2010 | Everton Viña del Mar - CD Cobresal 2:2 Mauro Guevgeozian 50, Lisandro Alexis Henríquez 80 - Román Cuello 9, Jean Paul Pineda 39 mecz rozegrany został w Valparaíso |
| 18 kwietnia 2010 | Unión Española - San Luis Quillota 2:1 Alexander Jesús Medina 35, Leonardo Esteban Monje 44 - Franco Ascencio 26 |
| 18 kwietnia 2010 | Unión San Felipe - CD Palestino 1:1 Eros Roque Pérez 28 - Nicolás Sebastián Canales 36k |
| 18 kwietnia 2010 | CD Ñublense - CD O’Higgins 0:3 Francisco Javier Ibáñez 21, Enzo Hernán Gutiérrez 69, Lucas Ramón Ojeda 81 |

### Kolejka 13
| Data             | Mecz |
| ---------------- | --- |
| 24 kwietnia 2010 | Universidad Concepción - Audax Italiano 1:3 Francisco Arrué 64 - Bryan Carrasco 16, 61, Mauro Andrés Olivi 24                                                                   |
| 24 kwietnia 2010 | San Luis Quillota - Santiago Morning 2:2 Joel Antonio Soto 36, Leonardo Zaroza 88 - Fernando Alejandro Manríquez 10, Pablo Ignacio Calandria 81 mecz rozegrany został w Limache |
| 24 kwietnia 2010 | CD O’Higgins - CD Huachipato 0:0 |
| 25 kwietnia 2010 | CSD Colo-Colo - Club Universidad de Chile 1:0 Ezequiel Miralles 12 |
| 25 kwietnia 2010 | Cobreloa - La Serena 4:0 Aníbal Domeneghini 4, 89, Francisco Fernando Castro 13, Juan José Ribera 25s                                                                           |
| 25 kwietnia 2010 | CD Universidad Católica - Unión San Felipe 2:1 Milovan Mirosevic 20, Francisco Pizarro 82 - Jonathan Domínguez 19                                                               |
| 25 kwietnia 2010 | CD Palestino - Everton Viña del Mar 2:2 Nicolás Sebastián Canales 61, Rodrigo Fabián Riquelme 74 - Mauro Bogado 34, Mauro Guevgeozian 57                                        |
| 25 kwietnia 2010 | Santiago Wanderers - Unión Española 1:1 Héctor Núñez Segovia 84 - Leonardo Esteban Monje 61k                                                                                    |
| 25 kwietnia 2010 | CD Cobresal - CD Ñublense 0:0 |

### Kolejka 14
| Data             | Mecz |
| ---------------- | --- |
| 30 kwietnia 2010 | Santiago Morning - CSD Colo-Colo 0:2 Cristián Venancio Bogado 73, Claudio Fernando Graf 82 mecz rozegrany został na stadionie klubu CSD Colo-Colo                                                      |
| 30 kwietnia 2010 | CD Huachipato - CD Universidad Católica 1:3 Manuel Arturo Villalobos 24 - Milovan Mirosevic 58, Francisco Andrés Silva 76, Juan José Morales 90+1                                                      |
| 30 kwietnia 2010 | Unión San Felipe - CD Cobresal 1:0 Carlos Sebastián Alzamora 41 |
| 2 maja 2010      | Unión Española - Cobreloa 3:1 Alexander Jesús Medina 1, 43, Francisco Nájera 38 - Aníbal Domeneghini 21                                                                                                |
| 2 maja 2010      | CD Ñublense - Santiago Wanderers 2:2 Gabriel Nicolás Rodríguez 75, 79 - Carlos Andrés Muñoz 16, 44 |
| 2 maja 2010      | Club Universidad de Chile - San Luis Quillota 4:0 Gabriel Alejandro Vargas 18, 75, Edson Raúl Puch 71, Diego Rivarola 78 mecz rozegrany został na stadionie klubu Unión Española                       |
| 2 maja 2010      | Audax Italiano - CD Palestino 1:3 Mauro Andrés Olivi 8k - Roberto Bishara 3, Carlos Felipe Herrera 12, Nicolás Sebastián Canales 39 mecz rozegrany został na stadionie Estadio Municipal de La Pintana |
| 2 maja 2010      | Everton Viña del Mar - CD O’Higgins 1:0 Jorge Torales 71 |
| 2 maja 2010      | La Serena - Universidad Concepción 0:0 |

### Kolejka 15
| Data        | Mecz |
| ----------- | --- |
| 8 maja 2010 | CD Cobresal - CSD Colo-Colo 2:5 Román Cuello 7, Jean Paul Pineda 71 - José Pedro Fuenzalida 22, 33, Macnelly Torres 58, Ezequiel Miralles 83k, Andrés Scotti 90 |
| 8 maja 2010 | Santiago Morning - Audax Italiano 0:1 Oliver Adrián Toledo 44 mecz rozegrany został w Melipilla                                                                 |
| 8 maja 2010 | CD O’Higgins - Unión Española 0:0 |
| 9 maja 2010 | Club Universidad de Chile - CD Universidad Católica 1:2 Juan Manuel Olivera 87k - Marcos González 45+1, Milovan Mirosevic 55k mecz rozegrany został w Coquimbo  |
| 9 maja 2010 | CD Palestino - La Serena 3:0 Nicolás Sebastián Canales 42, 88, Gerardo Elías Cortés 45+1                                                                        |
| 9 maja 2010 | Unión San Felipe - Everton Viña del Mar 1:3 Juan Andrés Toloza 27 - Mauro Guevgeozian 21, 83, Lizandro Alexis Henríquez 34                                      |
| 9 maja 2010 | Santiago Wanderers - San Luis Quillota 0:2 Joel Antonio Soto 3, Leonardo Zarosa 72                                                                              |
| 9 maja 2010 | Universidad Concepción - CD Ñublense 4:1 Juan Cabral 20, 29, 88, Mauricio Alejandro Gómez 58 - Luis Alegría 39                                                  |
| 9 maja 2010 | Cobreloa - CD Huachipato 1:1 Marco Antonio Lazaga 18 - José Pérez Ferrada 53                                                                                    |

### Kolejka 16
| Data          | Mecz                                                                                                   |
| ------------- | --- |
| 16 lipca 2010 | Unión Española - Unión San Felipe 1:2 Nicolás Núñez 16 - Ángel Vildozo 34k, Juan Andrés Toloza 75      |
| 17 lipca 2010 | CD Ñublense - Club Universidad de Chile 0:2 Rafael Andrés Olarra 29, Diego Rivarola 76                 |
| 17 lipca 2010 | Audax Italiano - Everton Viña del Mar 2:0 Christian Vilches 79, Omar Zalazar 81                        |
| 18 lipca 2010 | La Serena - CD Cobresal 3:0 Sebastián Jaime 12, 59, Mauricio Salazar 81                                |
| 18 lipca 2010 | CD Universidad Católica - Cobreloa 2:1 Marcos González 13, David Andrés Henríquez 76 - Ever Cantero 42 |
| 18 lipca 2010 | San Luis Quillota - CD Palestino 0:0                                                                   |
| 18 lipca 2010 | CD Huachipato - Santiago Morning 1:0 Carlos Antonio Aguiar 45+1                                        |
| 18 lipca 2010 | CSD Colo-Colo - CD O’Higgins 2:0 José Pedro Fuenzalida 1, Ezequiel Miralles 90+2                       |
| 18 lipca 2010 | Santiago Wanderers - Universidad Concepción 1:0 Carlos Andrés Muñoz 83k                                |

### Kolejka 17
| Data          | Mecz |
| ------------- | --- |
| 22 lipca 2010 | Club Universidad de Chile - Audax Italiano 2:2 Juan Manuel Olivera 24k, 51 - Mauro Andrés Olivi 20k, 37 mecz rozegrany został w Viña del Mar                         |
| 24 lipca 2010 | Everton Viña del Mar - CD Universidad Católica 1:1 Alex von Schwedler 19 - Lucas David Pratto 63                                                                     |
| 24 lipca 2010 | CD O’Higgins - La Serena 4:0 Mauricio Fernando Aros 13k, Albert Alejandro Acevedo 61, Gonzalo Ludueña 67, Samuel Teuber 79                                           |
| 25 lipca 2010 | Universidad Concepción - CSD Colo-Colo 2:0 Juan Cabral 21, Pedro Muñoz 52                                                                                            |
| 25 lipca 2010 | Santiago Morning - Santiago Wanderers 2:1 Pablo Ignacio Calandria 70, 74 - Carlos Andrés Muñoz 60 mecz rozegrany został na stadionie Estadio Municipal de La Pintana |
| 25 lipca 2010 | Cobreloa - San Luis Quillota 5:0 Ever Cantero 3, 60k, Marco Antonio Lazaga 33, José Luis Jerez 36, Francisco Andrés Silva 48                                         |
| 25 lipca 2010 | CD Cobresal - Unión Española 1:0 Álvaro Gabriel Pintos 4 |
| 25 lipca 2010 | Unión San Felipe - CD Ñublense 3:1 Ángel Vildoso 18k, 24, 66k - Gonzalo Gil 86                                                                                       |
| 25 lipca 2010 | CD Palestino - CD Huachipato 2:1 Nicolás Sebastián Canales 6, Pablo Pereira 81 - Nelson Arnaldo Rebolledo 45                                                         |

### Copa Sudamericana 2010
Tabela I ligi chilijskiej w połowie sezonu
| Poz | Klub                      | Mecze | Zw | Rem | Por | Pkt | BrZd | BrStr |
| --- | ------------------------- | ----- | -- | --- | --- | --- | ---- | ----- |
| 1   | CSD Colo-Colo             | 17    | 12 | 2   | 3   | 38  | 38   | 15    |
| 2   | Club Universidad de Chile | 17    | 11 | 3   | 3   | 36  | 45   | 24    |
| 3   | CD Universidad Católica   | 17    | 10 | 4   | 3   | 34  | 31   | 18    |
| 4   | CD O’Higgins              | 17    | 7  | 5   | 5   | 26  | 25   | 17    |
| 5   | Unión Española            | 17    | 6  | 7   | 4   | 25  | 24   | 22    |
| 6   | Unión San Felipe          | 17    | 7  | 4   | 6   | 25  | 22   | 22    |
| 7   | CD Cobresal               | 17    | 7  | 3   | 7   | 24  | 27   | 29    |
| 8   | Audax Italiano            | 17    | 7  | 3   | 7   | 24  | 33   | 38    |
| 9   | CD Huachipato             | 17    | 6  | 5   | 6   | 23  | 21   | 21    |
| 10  | Everton Viña del Mar      | 17    | 6  | 4   | 7   | 22  | 20   | 21    |
| 11  | Santiago Wanderers        | 17    | 5  | 6   | 6   | 21  | 27   | 23    |
| 12  | CD Palestino              | 17    | 5  | 5   | 7   | 20  | 17   | 19    |
| 13  | CD Ñublense               | 17    | 4  | 7   | 6   | 19  | 27   | 35    |
| 14  | Cobreloa                  | 17    | 4  | 6   | 7   | 18  | 22   | 22    |
| 15  | Universidad Concepción    | 17    | 4  | 6   | 7   | 18  | 20   | 24    |
| 16  | Santiago Morning          | 17    | 4  | 5   | 8   | 17  | 15   | 24    |
| 17  | La Serena                 | 17    | 4  | 3   | 10  | 15  | 19   | 44    |
| 18  | San Luis Quillota         | 17    | 2  | 6   | 9   | 12  | 19   | 34    |

#### Baraż o awans do Copa Sudamericana 2010
Drugi w połowie sezonu pierwszej ligi klub Club Universidad de Chile stoczył bój z finalistą Copa Chile 2009, klubem Deportes Iquique.
| Deportes Iquique - Club Universidad de Chile 0:2 i 1:4 1 12.08 2010 0:1 Gabriel Alejandro Vargas 8, 0:2 Angel Rojas 81 2 18.08 2010 0:1 Edson Raúl Puch 24, 1:1 Néstor Contreras 44, 1:2 Matías Nicolás Rodríguez 70, 1:3 Gabriel Alejandro Vargas 73k, 1:4 Matías Nicolás Rodríguez 85 (mecz rozegrany w Coquimbo) |

Klub Club Universidad de Chile zakwalifikował się do turnieju Copa Sudamericana 2010.

### Kolejka 18
| Data            | Mecz |
| --------------- | --- |
| 31 lipca 2010   | San Luis Quillota - CD Huachipato 1:4 Mario Pierani 47 - José Luis Zelaye 20, José Pérez Ferrada 78, Daúd Gazale 87, Nelson Arnaldo Rebolledo 90+3 mecz rozegrany został w Valparaiso |
| 31 lipca 2010   | CD Universidad Católica - CD O’Higgins 4:1 Felipe Alejandro Gutiérrez 13, Roberto Carlos Gutiérrez 33, Milovan Mirosevic 45, Jorge Andrés Ormeño 90+2 - Lucas Ramón Ojeda 8           |
| 31 lipca 2010   | Universidad Concepción - CD Palestino 1:0 Juan Cabral 25 |
| 1 sierpnia 2010 | CD Ñublense - Audax Italiano 1:5 Luis Alegría 89 - Mauro Andrés Olivi 9, 65, Lucas Domínguez 36, Matías Daniel Campos 40, Carlos Alberto Garrido 46                                   |
| 1 sierpnia 2010 | La Serena - Santiago Morning 2:0 Diego Guidi 3, Sebastián Jaime 58k |
| 1 sierpnia 2010 | Santiago Wanderers - Cobreloa 2:1 Pablo López 24, Carlos Andrés Muñoz 64k - José Luis Jerez 53                                                                                        |
| 1 sierpnia 2010 | CSD Colo-Colo - Unión San Felipe 5:2 Lucas Antonio Wilchez 10, Rodrigo Javier Millar 21, Ezequiel Miralles 48, 67k, Macnelly Torres 52 - Víctor Damián Meza 80, Ángel Vildozo 83k     |
| 5 września 2010 | Unión Española - Everton Viña del Mar 3:2 Fernando Cordero 11, 55, Leonardo Esteban Monje 52k - Mauro Guevgeozián 36k, 48                                                             |
| 5 września 2010 | CD Cobresal - Club Universidad de Chile 1:2 Román Cuello 90+2 - Gabriel Alejandro Vargas 54, Diego Rivarola 87                                                                        |

### Kolejka 19
| Data            | Mecz |
| --------------- | --- |
| 6 sierpnia 2010 | Audax Italiano - Unión Española 5:2 Matías Daniel Campos 17, Boris Rieloff 51, Sebastián Pinto 64, Omar Salazar 73, Fabián Raúl Benítez 87 - Miguel Ángel Aceval 6k, Leonardo Esteban Monje 84 |
| 7 sierpnia 2010 | CD O’Higgins - San Luis Quillota 0:0 |
| 7 sierpnia 2010 | Cobreloa - CSD Colo-Colo 2:1 Marco Antonio Lazaga 39, 53 - Sebastián Patricio Toro 22 |
| 7 sierpnia 2010 | Club Universidad de Chile - La Serena 1:2 Gabriel Alejandro Vargas 64 - Sebastián Jaime 61, Mauricio Salazar 72 mecz rozegrany został w Coquimbo                                               |
| 8 sierpnia 2010 | Unión San Felipe - Universidad Concepción 0:0 |
| 8 sierpnia 2010 | CD Huachipato - Santiago Wanderers 3:2 Manuel Arturo Villalobos 39k, 80, 84 - Carlos Andrés Muñoz 48, 64k                                                                                      |
| 8 sierpnia 2010 | CD Palestino - CD Universidad Católica 0:1 Roberto Carlos Gutiérrez 46 mecz rozegrany został na stadionie klubu Unión Española                                                                 |
| 8 sierpnia 2010 | Santiago Morning - CD Cobresal 1:1 Pablo Ignacio Calandria 17 - Álvaro Gabriel Pintos 23 |
| 8 września 2010 | Everton Viña del Mar - CD Ñublense 2:3 Nicolás Peñailillo 35, Rodrigo Andrés Ramírez 71 - Gabriel Nicolás Rodríguez 24, Jonathan Cisternas 52, Luis Alegría 89                                 |

### Kolejka 20
| Data             | Mecz |
| ---------------- | --- |
| 13 sierpnia 2010 | Audax Italiano - Unión San Felipe 1:0 Mauro Andrés Olivi 45 |
| 14 sierpnia 2010 | Universidad Concepción - CD O’Higgins 2:1 Patricio Aguilera 10, Fernando Esteban Solís 23 - Enzo Hernán Gutiérrez 42                                                                              |
| 14 sierpnia 2010 | Unión Española - CD Palestino 3:2 Rodrigo Fabián Riquelme 14s, Mario Antonio Aravena 23, 38 - Julio César Laffatigue 43, Carlos Alberto Pérez 56                                                  |
| 14 sierpnia 2010 | Santiago Wanderers - CSD Colo-Colo 0:1 Lucas Antonio Wilchez 64 |
| 15 sierpnia 2010 | San Luis Quillota - La Serena 0:1 Jaime Andrés Grondona 42 mecz rozegrany został w Valparaiso |
| 15 sierpnia 2010 | Santiago Morning - CD Universidad Católica 0:2 Milovan Mirosevic 10k, Roberto Carlos Gutiérrez 45                                                                                                 |
| 15 sierpnia 2010 | Club Universidad de Chile - Everton Viña del Mar 5:1 Gabriel Alejandro Vargas 58, 64k, Felipe Gallegos 66, Carlos Bueno 78, Diego Rivarola 90+1 - Lucas Nania 76 mecz rozegrany został w Coquimbo |
| 15 sierpnia 2010 | CD Cobresal - Cobreloa 0:1 José Daniel González 14 |
| 15 sierpnia 2010 | CD Ñublense - CD Huachipato 1:1 Jonathan Cisternas 8 - Nelson Arnaldo Rebolledo 70 |

### Kolejka 21
| Data             | Mecz |
| ---------------- | --- |
| 20 sierpnia 2010 | CD O’Higgins - CD Cobresal 0:1 Jean Paul Pineda 35 |
| 21 sierpnia 2010 | CD Huachipato - Club Universidad de Chile 1:2 Carlos Antonio Aguiar 1 - Diego Rivarola 48, Carlos Bueno 82                                                                 |
| 21 sierpnia 2010 | CD Universidad Católica - San Luis Quillota 4:1 Darío Botinelli 9, Roberto Carlos Gutiérrez 45+1, Fernando Andrés Meneses 52, Milovan Mirosevic 86k - Eduardo Sepúlveda 82 |
| 22 sierpnia 2010 | Everton Viña del Mar - Universidad Concepción 1:1 Mario Guevgeosian 47 - Francisco Arrué 90+3                                                                              |
| 22 sierpnia 2010 | Unión San Felipe - Santiago Morning 1:0 Miguel Ángel González 13 |
| 22 sierpnia 2010 | CD Palestino - CD Ñublense 2:0 Carlos Felipe Herrera 39, Nicolás Sebastián Canales 66k                                                                                     |
| 22 sierpnia 2010 | La Serena - Santiago Wanderers 4:0 Jaime Andrés Grondona 23, Sebastián Jaime 35, Mauricio Salazar 60, Alexis Blanco 90+1                                                   |
| 22 sierpnia 2010 | Cobreloa - Audax Italiano 1:1 Ever Cantero 45+2 - Marco Medel 34 |
| 22 sierpnia 2010 | CSD Colo-Colo - Unión Española 1:0 Matías Leonel Quiroga 29 |

### Kolejka 22
| Data             | Mecz |
| ---------------- | --- |
| 27 sierpnia 2010 | Club Universidad de Chile - Santiago Wanderers 1:0 Diego Rivarola 90 mecz rozegrany został w Coquimbo                                        |
| 28 sierpnia 2010 | Unión San Felipe - La Serena 1:0 Ángel Vildozo 30                                                                                            |
| 28 sierpnia 2010 | CD Cobresal - CD Universidad Católica 3:1 Eduardo Farías 52, 74, Adrián Alonso Faúndez 83 - Marcos González 58                               |
| 28 sierpnia 2010 | CD Palestino - Santiago Morning 2:1 Pablo Pereira 19, Nicolás Sebastián Canales 35 - Felipe Díaz 64                                          |
| 28 sierpnia 2010 | Everton Viña del Mar - San Luis Quillota 1:1 Juan Eduardo Bottaro 85 - Hernán Gastón Peirone 67                                              |
| 28 sierpnia 2010 | Universidad Concepción - Cobreloa 3:0 Renato Ramos 54, 70k, Juan Cabral 87]                                                                  |
| 28 sierpnia 2010 | Unión Española - CD Huachipato 5:0 Miguel Ángel Aceval 3k, Braulio Antonio Leal 54, Gustavo Javier Canales 57, 63, Leonardo Esteban Monje 90 |
| 29 sierpnia 2010 | CD Ñublense - CSD Colo-Colo 0:0 |
| 29 sierpnia 2010 | Audax Italiano - CD O’Higgins 2:1 Omar Zalazar 4, Mauro Andrés Olivi 65 - Enzo Hernán Gutiérrez 43                                           |

### Kolejka 23
| Data             | Mecz |
| ---------------- | --- |
| 10 września 2010 | CD Universidad Católica - Unión Española 2:0 Roberto Carlos Gutiérrez 2, Lucas David Pratto 35                                                             |
| 11 września 2010 | La Serena - CD Ñublense 1:0 Sebastián Jaime 33k |
| 12 września 2010 | Santiago Wanderers - CD Cobresal 0:4 Álvaro Gabriel Pintos 6k, 45+1, Adrián Alonso Faúndez 22, Esteban Andrés Sáez 90+2                                    |
| 12 września 2010 | CD O’Higgins - Unión San Felipe 1:2 Gonzalo Ludueña 50 - Juan Andrés Toloza 57, Ángel Vildozo 90+3k                                                        |
| 12 września 2010 | CD Huachipato - Everton Viña del Mar 1:1 Javier Aníbal Elizondo 72 - César Cortés 49                                                                       |
| 12 września 2010 | CSD Colo-Colo - Audax Italiano 1:3 Rodrigo Javier Millar 20 - Sebastián Pinto 25, Boris Rieloff 48, Mauro Andrés Olivi 85k                                 |
| 12 września 2010 | Cobreloa - CD Palestino 0:0 |
| 13 września 2010 | Santiago Morning - Club Universidad de Chile 1:2 Fernando Alejandro Manríquez 89 - Carlos Bueno 49, Diego Rivarola 74 mecz rozegrany został w Viña del Mar |
| 15 września 2010 | San Luis Quillota - Universidad Concepción 1:0 Hernán Gastón Peirone 12                                                                                    |

### Kolejka 24
| Data             | Mecz |
| ---------------- | --- |
| 17 września 2010 | Audax Italiano - La Serena 2:1 Mauro Andrés Olivi 9, Cristián Ezequiel Canuhé 15 - Marcelo Díaz 85                                         |
| 17 września 2010 | CD Palestino - Santiago Wanderers 0:1 Sebastián Antonio Méndez 77                                                                          |
| 17 września 2010 | Unión Española - Santiago Morning 2:2 Gustavo Javier Canales 41, 80 - Felipe Díaz 47, Sergio Comba 64                                      |
| 17 września 2010 | CD Cobresal - CD Huachipato 2:1 Adrián Alonso Faúndez 21, Jean Paul Pineda 85 - Claudio Muñoz 90s                                          |
| 17 września 2010 | Unión San Felipe - Cobreloa 1:0 Ángel Vildozo 64                                                                                           |
| 19 września 2010 | CD Ñublense - San Luis Quillota 4:0 José Luis Muñoz 38, Jonathan Cisternas 43, Yashir Pinto 85, Joel Estay 90+1                            |
| 19 września 2010 | Universidad Concepción - CD Universidad Católica 2:2 Pedro Muñoz 36, Claudio Muñoz 57 - Roberto Carlos Gutiérrez 21, Milovan Mirosevic 82k |
| 22 września 2010 | Club Universidad de Chile - CD O’Higgins 0:1 Enzo Hernán Gutiérrez 27                                                                      |
| 29 września 2010 | Everton Viña del Mar - CSD Colo-Colo 0:2 Cristóbal Andrés Jorquera 25, Esteban Efraín Paredes 63                                           |

### Kolejka 25
| Data             | Mecz |
| ---------------- | --- |
| 24 września 2010 | San Luis Quillota - CD Cobresal 1:1 Hernán Gastón Peirone 16 - Hans Francisco Salinas 10                                                    |
| 25 września 2010 | Unión Española - Universidad Concepción 3:0 Kevin Andrew Harbottle 70, 78, 88                                                               |
| 25 września 2010 | Santiago Morning - Everton Viña del Mar 3:0 Sergio Comba 12, Pablo Ignacio Calandria 38, Michael Ríos 65                                    |
| 25 września 2010 | CD Universidad Católica - Audax Italiano 2:3 Roberto Carlos Gutiérrez 3, 56 - Lucas Domínguez 27, Matías Daniel Campos 46, 48               |
| 26 września 2010 | Santiago Wanderers - CD O’Higgins 1:1 Carlos Andrés Muñoz 9 - Mauricio Fernando Aros 64k                                                    |
| 26 września 2010 | La Serena - CSD Colo-Colo 1:2 Mauricio Salazar 32 - Esteban Efraín Paredes 52, Cristóbal Andrés Jorquera 90+4                               |
| 26 września 2010 | Cobreloa - CD Ñublense 3:2 Alejandro Kruchowski 80, José Daniel González 85, Aníbal Domeneghini 89 - José Luis Muñoz 63, Mariano Berriex 73 |
| 26 września 2010 | CD Huachipato - Unión San Felipe 1:1 Daúd Jared Gazale 47 - Víctor Damián Meza 72                                                           |
| 26 września 2010 | Club Universidad de Chile - CD Palestino 1:2 Diego Rivarola 54 - Juan José Albornoz 9, Gerardo Elías Cortés 38                              |

### Kolejka 26
| Data                | Mecz |
| ------------------- | --- |
| 1 października 2010 | Audax Italiano - CD Huachipato 1:1 Matías Daniel Campos 66 - José Pérez Ferrada 3                                                                  |
| 1 października 2010 | Unión San Felipe - Club Universidad de Chile 1:2 Ángel Vildozo 32 - Carlos Bueno 51, Diego Rivarola 76k                                            |
| 2 października 2010 | Universidad Concepción - Santiago Morning 0:0 |
| 2 października 2010 | CD Universidad Católica - Santiago Wanderers 3:1 Roberto Carlos Gutiérrez 6, Francisco Pizarro 36, Héctor Desvaux 76s - Carlos Andrés Muñoz 46     |
| 2 października 2010 | CSD Colo-Colo - San Luis Quillota 3:1 Javier Edgardo Cámpora 32, Cristóbal Andrés Jorquera 42, Esteban Efraín Paredes 81 - Hernán Gastón Peirone 6 |
| 3 października 2010 | CD Palestino - CD Cobresal 1:0 Juan José Albornoz 14                                                                                               |
| 3 października 2010 | Everton Viña del Mar - La Serena 3:3 Nicolás Andrés Freitas 20, Mauro Guevgeozián 31, Hugo Díaz 87 - Marcelo Díaz 26k, 76, Javier Vatter 28        |
| 3 października 2010 | CD O’Higgins - Cobreloa 2:2 Mauricio Fernando Aros 39k, Enzo Hernán Gutiérrez 51 - Marco Antonio Lazaga 67, José Daniel González 90+2k             |
| 3 października 2010 | CD Ñublense - Unión Española 1:1 Martín Cortés 65 - Luis Alegría 56s                                                                               |

### Kolejka 27
| Data                 | Mecz |
| -------------------- | --- |
| 15 października 2010 | CD Huachipato - La Serena 0:0 |
| 16 października 2010 | Unión Española - Club Universidad de Chile 2:1 Kevin Andrew Harbottle 87, Gustavo Javier Canales 88 - Carlos Bueno 70                                          |
| 16 października 2010 | Santiago Wanderers - Unión San Felipe 2:1 Rubén Darío Gigena 26, Carlos Andrés Muñoz 78k - Juan Andrade 73                                                     |
| 16 października 2010 | San Luis Quillota - Audax Italiano 1:2 Christian Durán 34 - Mauro Andrés Olivi 58, Cristián Ezequiel Canuhé 67                                                 |
| 17 października 2010 | Santiago Morning - CD Ñublense 4:1 Pablo Ignacio Calandria 4, 52, 87k, Sergio Comba 65 - José Luis Muñoz 32                                                    |
| 17 października 2010 | Cobreloa - Everton Viña del Mar 4:0 Marco Antonio Lazaga 18, José Daniel González 24, Aníbal Domeneghini 59, Patricio Sebastián Galaz 85                       |
| 17 października 2010 | CD Cobresal - Universidad Concepción 3:1 Álvaro Gabriel Pintos 17, Adrián Alonso Faúndez 47, Jean Paul Pineda 84 - Juan Arraya 54                              |
| 17 października 2010 | CD O’Higgins - CD Palestino 4:1 Enzo Hernán Gutiérrez 8, 90+5, Lucas Ramón Ojeda 40, Cristián Abarca 90+1 - Pablo Pereira 87                                   |
| 17 października 2010 | CSD Colo-Colo - CD Universidad Católica 3:2 Esteban Efraín Paredes 10, Cristóbal Andrés Jorquera 45, 47 - Roberto Carlos Gutiérrez 86, Milovan Mirosevic 90+1k |

### Kolejka 28
| Data                 | Mecz |
| -------------------- | --- |
| 21 października 2010 | Audax Italiano - CD Cobresal 4:2 Omar Salazar 37, Sebastián Pinto 46, 90, Christian Vilches 77 - Adrián Alonso Faúndez 16, Hans Francisco Salinas 19  |
| 21 października 2010 | CD Palestino - CSD Colo-Colo 1:2 Pablo Pereira 25 - Cristóbal Andrés Jorquera 11, Esteban Efraín Paredes 88 mecz rozegrany został na Estadio Nacional |
| 23 października 2010 | Everton Viña del Mar - Santiago Wanderers 0:2 Rubén Darío Gigena 39, Carlos Andrés Muñoz 59                                                           |
| 23 października 2010 | CD Huachipato - Universidad Concepción 3:0 Javier Aníbal Elizondo 43, 89, Manuel Arturo Villalobos 78                                                 |
| 24 października 2010 | La Serena - Unión Española 3:1 Sebastián Jaime 14, 23, Mauricio Salazar 28 - Rodolfo Alejandro Madrid 69                                              |
| 24 października 2010 | CD Ñublense - CD Universidad Católica 1:4 Jonathan Cisternas 90k - Hans Alexis Martínez 54, Roberto Carlos Gutiérrez 66, 69, Milovan Mirosevic 74     |
| 24 października 2010 | Santiago Morning - CD O’Higgins 2:1 Pablo Ignacio Calandria 12, Sergio Comba 73 - Roberto Carlos Gamarra 51                                           |
| 24 października 2010 | Unión San Felipe - San Luis Quillota 3:0 Ángel Vildozo 32, Jimmy Orlando Quiroz 50, Esteban Andrés Carvajal 90+3                                      |
| 25 października 2010 | Club Universidad de Chile - Cobreloa 3:1 Diego Rivarola 16, Juan Claudio González 18, Felipe Ignacio Seymour 34 - José Daniel González 56             |

### Kolejka 29
| Data                 | Mecz |
| -------------------- | --- |
| 29 października 2010 | San Luis Quillota - Unión Española 3:1 Hernán Gastón Peirone 21, Patricio Alejandro Pérez 63, Joel Antonio Soto 67 - Leonardo Esteban Monje 82 |
| 30 października 2010 | CD O’Higgins - CD Ñublense 2:2 Enzo Hernán Gutiérrez 60, 83 - José Luis Muñoz 28, Julio Alberto Barroso 85                                     |
| 30 października 2010 | CD Universidad Católica - La Serena 2:1 Roberto Carlos Gutiérrez 35, Milovan Mirosevic 38k - Marcelo Díaz 60                                   |
| 31 października 2010 | Cobreloa - Santiago Morning 2:1 Patricio Sebastián Galaz 11, Francisco Andrés Silva 62 - Pablo Ignacio Calandria 32                            |
| 31 października 2010 | CD Cobresal - Everton Viña del Mar 1:2 Álvaro Gabriel Pintos 7 - Maximiliano Ceratto 30, Nicolás Andrés Freitas 90+1                           |
| 31 października 2010 | CSD Colo-Colo - CD Huachipato 0:0 |
| 31 października 2010 | CD Palestino - Unión San Felipe 1:0 César Henríquez 45                                                                                         |
| 31 października 2010 | Santiago Wanderers - Audax Italiano 1:0 Pablo López 83                                                                                         |
| 31 października 2010 | Universidad Concepción - Club Universidad de Chile 2:0 Mauricio Alejandro Gómez 6, Juan Arraya 86                                              |

### Kolejka 30
| Data             | Mecz |
| ---------------- | --- |
| 5 listopada 2010 | Audax Italiano - Universidad Concepción 4:1 Boris Rieloff 24, 42, Mauro Andrés Olivi 88k, Lucas Domínguez 90+5 - Richard Pellejero 77                                                                                                  |
| 6 listopada 2010 | Everton Viña del Mar - CD Palestino 1:1 César Cortés 64 - Nicolás Sebastián Canales 90+1 |
| 6 listopada 2010 | La Serena - Cobreloa 1:0 Mauricio Salazar 51 |
| 6 listopada 2010 | Unión Española - Santiago Wanderers 3:0 Gustavo Javier Canales 52, Kevin Andrew Harbottle 62, Martín Ligüera 84 |
| 6 listopada 2010 | Unión San Felipe - CD Universidad Católica 1:3 Miguel Ángel González 55 - Fernando Andrés Meneses 30, Milovan Mirosevic 35k, Roberto Carlos Gutiérrez 88 mecz przerwano już po czasie regulaminowym (w 90+2 minucie) - wynik zachowano |
| 7 listopada 2010 | CD Huachipato - CD O’Higgins 2:1 Javier Aníbal Elizondo 58, José Pérez Ferrada 86 - Yerson Opazo 6 |
| 7 listopada 2010 | CD Ñublense - CD Cobresal 3:1 Gabriel Nicolás Rodríguez 9, 23, 57 - Denis Caputo 58 |
| 7 listopada 2010 | Santiago Morning - San Luis Quillota 2:0 Sergio Comba 20, Pablo Ignacio Calandria 58 |
| 7 listopada 2010 | Club Universidad de Chile - CSD Colo-Colo 2:2 Juan Claudio González 14, Matías Nicolás Rodríguez 59 - Esteban Efraín Paredes 7, Javier Edgardo Cámpora 90+2                                                                            |

### Kolejka 31
| Data              | Mecz |
| ----------------- | --- |
| 12 listopada 2010 | CD Universidad Católica - CD Huachipato 2:0 Jorge Andrés Ormeño 50, Darío Botinelli 73                                                           |
| 13 listopada 2010 | CSD Colo-Colo - Santiago Morning 0:1 Pablo Ignacio Calandria 70                                                                                  |
| 13 listopada 2010 | San Luis Quillota - Club Universidad de Chile 0:3 Diego Rivarola 17k, Carlos Bueno 57, 66                                                        |
| 13 listopada 2010 | Universidad Concepción - La Serena 1:0 Renato Ramos 64                                                                                           |
| 14 listopada 2010 | Cobreloa - Unión Española 3:1 Patricio Sebastián Galaz 51, José Daniel González 73, Marco Antonio Lazaga 90 - Raúl Enrique Estévez 43            |
| 14 listopada 2010 | CD Cobresal - Unión San Felipe 0:0 |
| 14 listopada 2010 | CD O’Higgins - Everton Viña del Mar 0:0 |
| 14 listopada 2010 | CD Palestino - Audax Italiano 2:5 Gerardo Elías Cortés 32, Nicolás Sebastián Canales 64 - Mauro Andrés Olivi 21k, Sebastián Pinto 90+3           |
| 14 listopada 2010 | Santiago Wanderers - CD Ñublense 2:2 Carlos Andrés Muñoz 45+4k, Eric Orlando Godoy 58 - Pablo Ignacio González 30k, Gabriel Nicolás Rodríguez 46 |

### Kolejka 32
| Data              | Mecz |
| ----------------- | --- |
| 19 listopada 2010 | San Luis Quillota - Santiago Wanderers 3:4 Alexis Flores 12k, Hernán Gastón Peirone 31, Patricio Alejandro Pérez 74 - Eric Orlando Godoy 27, José Luis Jiménez 33, Carlos Andrés Muñoz 52, Michael Silva 87                             |
| 20 listopada 2010 | CSD Colo-Colo - CD Cobresal 1:0 Matías Leonel Quiroga 57 |
| 20 listopada 2010 | Everton Viña del Mar - Unión San Felipe 3:0 Maximiliano Ceratto 47, Nicolás Andrés Freitas 50, Gabriel Cárcamo 63 |
| 21 listopada 2010 | Audax Italiano - Santiago Morning 1:0 Omar Salazar 58 |
| 21 listopada 2010 | CD Huachipato - Cobreloa 2:0 José Pérez Ferrada 17, Javier Aníbal Elizondo 27 |
| 21 listopada 2010 | La Serena - CD Palestino 0:0 |
| 21 listopada 2010 | CD Ñublense - Universidad Concepción 2:2 Martín Cortés 5, Gabriel Nicolás Rodríguez 12 - Renato Ramos 22, Michael Godoy 38 |
| 21 listopada 2010 | Unión Española - CD O’Higgins 1:1 Gustavo Javier Canales 49k - Iván Gonzalo Vásquez 26 |
| 21 listopada 2010 | CD Universidad Católica - Club Universidad de Chile 4:2 Darío Bottinelli 19, Milovan Mirosevic 51, 82k, Lucas David Pratto 90+4 - Mauricio Bernardo Victorino 32, Matías Nicolás Rodríguez 66 mecz rozegrany został na Estadio Nacional |

### Kolejka 33
| Data              | Mecz |
| ----------------- | --- |
| 26 listopada 2010 | Unión San Felipe - Unión Española 2:4 Miguel Ángel González 10, Ángel Vildozo 21 - Gustavo Javier Canales 34k, 88, Martín Ligüera 42, Braulio Antonio Leal 71          |
| 27 listopada 2010 | Cobreloa - CD Universidad Católica 2:3 Patricio Sebastián Galaz 2, Ever Cantero 72 - Milovan Mirosevic 58k, Lucas David Pratto 68, Juan Eduardo Eluchans 88            |
| 27 listopada 2010 | Everton Viña del Mar - Audax Italiano 1:2 Maximiliano Ceratto 47 - Carlos Alberto Garrido 63, Sebastián Pinto 65                                                       |
| 27 listopada 2010 | Universidad Concepción - Santiago Wanderers 1:2 Pedro Muñoz 18 - Michael Silva 65, Óscar Opazo 85                                                                      |
| 28 listopada 2010 | CD Cobresal - La Serena 0:2 Sebastián Jaime 5, Marcelo Díaz 26 |
| 28 listopada 2010 | CD O’Higgins - CSD Colo-Colo 2:1 Samuel Teuber 19, Lucas Ramón Ojeda 55 - Esteban Efraín Paredes 51                                                                    |
| 28 listopada 2010 | CD Palestino - San Luis Quillota 3:2 Julio César Laffatigue 37, Gerardo Elías Cortés 55, Nicolás Sebastián Canales 88 - Gerson Sebastián Martínez 21, Alexis Flores 80 |
| 28 listopada 2010 | Santiago Morning - CD Huachipato 0:3 Manuel Arturo Villalobos 55, Nelson Arnaldo Rebolledo 57, Javier Aníbal Elizondo 75                                               |
| 28 listopada 2010 | Club Universidad de Chile - CD Ñublense 1:2 Gabriel Alejandro Vargas 62 - Pablo Ignacio González 46, 54                                                                |

### Kolejka 34
| Data           | Mecz |
| -------------- | --- |
| 3 grudnia 2010 | Audax Italiano - Club Universidad de Chile 1:2 Lucas Domínguez 66 - Diego Rivarola 48k, Edson Raúl Puch 62                                                      |
| 4 grudnia 2010 | La Serena - CD O’Higgins 4:2 Sebastián Jaime 24, 81, Patricio Rubina 48, Mauricio Salazar 56 - Mauricio Fernando Aros 70k, Enzo Hernán Gutiérrez 87             |
| 4 grudnia 2010 | Unión Española - CD Cobresal 2:0 Ramsés Maximiliano Bustos 25, Roberto Daniel Órdenes 67                                                                        |
| 5 grudnia 2010 | CSD Colo-Colo - Universidad Concepción 4:2 Ezequiel Miralles 11, Javier Edgardo Cámpora 44, 51, Bryan Martín Rabello 50 - Michael Godoy 59, Juan José Arraya 84 |
| 5 grudnia 2010 | CD Huachipato - CD Palestino 0:0 |
| 5 grudnia 2010 | CD Ñublense - Unión San Felipe 2:0 Gabriel Nicolás Rodríguez 32, Pablo Ignacio González 83k                                                                     |
| 5 grudnia 2010 | San Luis Quillota - Cobreloa 2:1 Alexis Flores 49k, Mario Pierani 56 - Marco Antonio Lazaga 90                                                                  |
| 5 grudnia 2010 | Santiago Wanderers - Santiago Morning 1:1 Agustín Parra 25 - Felipe Díaz 21                                                                                     |
| 5 grudnia 2010 | CD Universidad Católica - Everton Viña del Mar 5:0 Fernando Andrés Meneses 3, 81, Marcos González 27, Adán Jonathan Vergara 48, Felipe Alejandro Gutiérrez 75   |

### Końcowa tabela sezonu 2010
| Poz | Klub                      | Mecze | Zw | Rem | Por | Pkt | BrZd | BrStr |
| --- | ------------------------- | ----- | -- | --- | --- | --- | ---- | ----- |
| 1   | CD Universidad Católica   | 34    | 23 | 5   | 6   | 74  | 77   | 39    |
| 2   | CSD Colo-Colo             | 34    | 22 | 5   | 7   | 71  | 67   | 34    |
| 3   | Audax Italiano            | 34    | 20 | 5   | 9   | 65  | 75   | 58    |
| 4   | Club Universidad de Chile | 34    | 20 | 4   | 10  | 64  | 75   | 48    |
| 5   | Unión Española            | 34    | 14 | 10  | 10  | 52  | 58   | 50    |
| 6   | CD Huachipato             | 34    | 12 | 12  | 10  | 48  | 44   | 40    |
| 7   | Santiago Wanderers        | 34    | 12 | 9   | 13  | 45  | 48   | 52    |
| 8   | La Serena                 | 34    | 13 | 6   | 15  | 45  | 45   | 59    |
| 9   | Unión San Felipe          | 34    | 12 | 7   | 15  | 43  | 38   | 47    |
| 10  | CD Cobresal               | 34    | 12 | 6   | 16  | 42  | 47   | 52    |
| 11  | CD Palestino              | 34    | 11 | 9   | 14  | 42  | 35   | 41    |
| 12  | CD O’Higgins              | 34    | 10 | 11  | 13  | 41  | 46   | 44    |
| 13  | CD Ñublense               | 34    | 9  | 13  | 12  | 40  | 54   | 66    |
| 14  | Cobreloa                  | 34    | 10 | 9   | 15  | 39  | 45   | 47    |
| 15  | Universidad Concepción    | 34    | 9  | 11  | 14  | 38  | 39   | 50    |
| 16  | Santiago Morning          | 34    | 9  | 9   | 16  | 36  | 34   | 45    |
| 17  | Everton Viña del Mar      | 34    | 8  | 10  | 16  | 34  | 38   | 58    |
| 18  | San Luis Quillota         | 34    | 5  | 9   | 20  | 24  | 36   | 71    |

Mistrz Chile CD Universidad Católica oraz wicemistrz CSD Colo-Colo zapewnili sobie udział w turnieju Copa Libertadores 2011. Zespoły, które zajęły miejsca od trzeciego do szóstego wzięły udział w turnieju Liguilla Pre-Libertadores, który wyłonił trzeci klub reprezentujący Chile w Pucharze Wyzwolicieli.

### Klasyfikacja strzelców sezonu 2010
| Gole | Piłkarz                   | Klub                      |
| ---- | ------------------------- | ------------------------- |
| 19   | Milovan Mirosevic         | CD Universidad Católica   |
| 18   | Mauro Andrés Olivi        | Audax Italiano            |
| 17   | Carlos Andrés Muñoz       | Santiago Wanderers        |
| 16   | Juan Manuel Olivera       | Club Universidad de Chile |
| 16   | Diego Rivarola            | Club Universidad de Chile |
| 14   | Gustavo Javier Canales    | Unión Española            |
| 14   | Roberto Carlos Gutiérrez  | CD Universidad Católica   |
| 14   | Ezequiel Miralles         | CSD Colo-Colo             |
| 14   | Gabriel Nicolás Rodríguez | CD Ñublense               |

### Baraże o utrzymanie się w I lidze
| Antofagasta - Santiago Morning 2:1 i 1:3 (dog) 1 12.12 2010 1:0 Fernando Méndez 51, 1:1 Michael Rios 56, 2:1 Carlos Escudero 86 2 18.12 2010 0:1 Washington Torres 27, 0:2 Michael Rios 28, 1:2 Richard Olivares 48k, 1:3 Pablo Ignacio Calandria 117                  |
| Curicó Unido - Universidad Concepción 0:2 i 2:3 1 12.12 2010 0:1 Renato Ramos 51, 0:2 Francisco Arrué 82 2 18.12 2010 0:1 Gustavo Rubén Lorenzetti 20, 1:1 Juan Carlos Andrés Muñoz 29, 2:1 Patricio Javier Gutiérrez 31, 2:2 Renato Ramos 78, 2:3 Juan José Arraya 90 |

Wszystkie kluby pozostały w swoich ligach.

## Liguilla Pre-Libertadores

### 1/2 finału
| CD Huachipato - Audax Italiano 2:1 i 0:2 1 08.12 2010 0:1 Omar Zalazar 1, 1:1 José Luis Zelaye 35, 2:1 Nelson Arnaldo Rebolledo 77 2 12.12 2010 0:1 Marco Medel 2, 0:2 Boris Rieloff 49                                             |
| Unión Española - Club Universidad de Chile 0:0 i 4:1 1 09.12 2010 0:0 2 12.12 2010 1:0 Leonardo Esteban Monje 3, 2:0 Gustavo Javier Canales 5, 3:0 Gustavo Javier Canales 65, 3:1 Felipe Gallegos 76, 4:1 Gustavo Javier Canales 87 |

### Finał
| Unión Española - Audax Italiano 2:1 i 1:1 1 15.12 2010 1:0 Braulio Antonio Leal 17, 1:1 Sebastián Pinto 73, 2:1 Gustavo Javier Canales 90+4k 2 19.12 2010 0:1 Matías Daniel Campos 30, 1:1 Gustavo Javier Canales 43 |

Klub Unión Española jako trzeci klub chilijski zakwalifikował się do turnieju Copa Libertadores 2011.